# Topaze (Theaterstück)
Topaze ist ein Theaterstück in vier Akten von Marcel Pagnol aus dem Jahr 1928. In der Komödie verarbeitet Pagnol das Thema der Korruption und beschreibt die Gepflogenheiten der „besseren“ Gesellschaft. Der Titel des Stückes basiert auf einem Versprecher von Pagnols Freund Jacques Théry, der den Titel ins Gespräch brachte.

## Handlung
Topaze ist Lehrer am Internat Muche. Er ist ein wenig naiv und zu ehrlich für seine Umwelt. Die junge Lehrerin Ernestine, Tochter des Direktors Muche, beispielsweise gibt ihm ihre Arbeiten zu korrigieren. Schließlich gerät er in die betrügerischen Geschäfte des Stadtrates Régis Castel-Bénac und seiner Geliebten Suzy Courtois, deren Neffen er Nachhilfe gab.

## Aufführungen
Die Generalprobe des Stückes fand am 10. Oktober 1928 im Theater „Variétés“ statt. Nachdem der Vorhang am Ende des dritten Aktes gefallen war und die begeisterten Freunde und Kritiker mit Max Maurey den Autor Marcel Pagnol aufsuchten, sagte Maurey folgendes: „Ah! Hier ist ja endlich unser Autor! Lieber Freund, Lefaur, Pauley, Jeanne Provost, Larquey, alle waren wunderbar! Ich sage Ihnen eines, bis hierhin haben wir das Spiel gewonnen.“
Am nächsten Tag erfolgte die Premiere, die einen vollen Erfolg darstellte. Das Theaterstück wurde von den Kritikern als Charakterkomödie ersten Ranges bezeichnet. Es bedeutete für Pagnol den internationalen Durchbruch als Dramatiker.

## Veröffentlichungen
- Marcel Pagnol, Topaze, éditions de Fallois, 2008, 256 S. (ISBN 978-2-87706-516-0)
- Marcel Pagnol, Topaze, MONS Verlag, 2017 (ISBN 978-3-946368-38-0), Übers.: Wolfgang Barth

## Verfilmungen
- 1936: Topaze (Regie Marcel Pagnol)
- 1951: Topaze (Regie Marcel Pagnol)
- 1961: Mr. Topaze (Regie Peter Sellers)